# Штригова
Штригова је насељено место и седиште општине у Међимурској жупанији, Република Хрватска.

## Историја
До територијалне реорганизације у Хрватској налазила се у саставу бивше велике општине Чаковец.

## Становништво
На попису становништва 2011. године, општина Штригова је имала 2.766 становника, од чега у самој Штригови 443.

## Попис1991.
На попису становништва 1991. године, насељено место Штригова је имало 558 становника, следећег националног састава:
| Попис 1991.‍ | Попис 1991.‍ | Попис 1991.‍ | Попис 1991.‍ | Попис 1991.‍ |
| ----------- | ----------- | ----------- | ----------- | ----------- |
|             |             |             |             |             |
| Хрвати      | Хрвати      |             | 516         | 92,47%      |
| Словенци    | Словенци    |             | 19          | 3,40%       |
| Југословени | Југословени |             | 6           | 1,07%       |
| Мађари      | Мађари      |             | 1           | 0,17%       |
| Муслимани   | Муслимани   |             | 1           | 0,17%       |
| непознато   | непознато   |             | 15          | 2,68%       |
| укупно: 558 |             |             |             |             |

## Галерија
- Римокатоличка црква "Св. Јероним"
- Центар насеља
- Панорама